# Lycidas (gedicht)
Lycidas is een gedicht geschreven door John Milton in 1637, het is een pastorale elegie. Het verscheen voor het eerst in 1638 in een verzamelwerk met elegieën genaamd: Justa Edouardo King Naufrago. Het was opgedragen aan de nagedachtenis van Edward King, een studievriend van Milton in Cambridge die in augustus 1637 verdronk na schipbreuk in de Ierse Zee aan de kust van Wales. Het gedicht is 193 regels lang en heeft een onregelmatig rijmschema. Veel andere gedichten in het verzamelwerk zijn in het Grieks of Latijn, maar Lycidas is een van de gedichten die in het Engels geschreven zijn.
In een herziene versie Poems of Mr. John Milton (1645) in de Rauner collectie van Darthmouth College, bekend als Hickmott 172, schreef Milton het volgende: "the Author bewails a learned Friend, unfortunately drown'd ... on the Irish Seas, 1637. And by occasion foretels the ruine of our corrupted Clergy then in their height." (vrij vertaald: "de Auteur beweent een geleerde Vriend, Ongelukkigerwijze verdronken... op de Ierse Zeeën, 1637. En voorspelt bij gelegenheid de ondergang van onze corrupte Geestelijkheid, dan op hun hoogtepunt.")